# パパと呼ばせて!
パパと呼ばせて!（パパとよばせて）はテレビ東京系列で1992年1月12日から2月16日まで毎週日曜日21:00～21:54に放送された連続テレビドラマ。全6回。

## 概要
お人よしの中年男と少女の奇妙な共同生活を描いたサスペンスコメディ。蕗野は浮気をしているものと思われる父・雅志の実態を探るため、雅志の相手の夏枝の夫・一郎が単身赴任で管理人をしている倉庫に、正体不明の少女が転がり込んできて居候を決め込んでしまう。
「日曜ラブストーリー」というサブタイトルが付いていたことがあった。

## キャスト
- 一色一郎：加藤茶
- 角倉蕗野：西田ひかる
- 一色夏枝：市毛良枝
- 角倉雅志：柄本明
- 源太（蕗野の後輩）：大沢健
- 角倉雅男（蕗野の兄）：緒形幹太
- 伊藤麻衣子
- 内山森彦
- 五月晴子
- 銀粉蝶
- 寺田千夏
- 森本レオ
- 菊地陽子
- 佐伯怜子
- 佐藤綾子
- 桑原一人
- 高嶋洋
- 村井のり子
- 深谷あかり
- 菊地かおり
- 白岩久尚
他

## スタッフ
- 脚本：千原雪絵、倉沢左知代
- 演出：猪原達三、国本雅広
- プロデューサー：只野研治、池端俊二
- 音楽：たかしまあきひこ
- 制作主任：芦田弘通
- 企画協力：本居幸治
- アシスタントプロデューサー：千葉行利
- 技術：柳澤栄造
- カメラ：古川好伸
- 照明：渋谷一男
- 技術協力：東通
- 美術デザイン：大野正夫
- 主題歌：「めぐり・あい」西田ひかる（作詞：松本隆、作曲：筒美京平、編曲：杉山卓夫）
- 挿入歌：「うわさの男」ニルソン
- 製作：テレビ東京、カノックス

## 放映リスト
| 話数 | 放送日        | サブタイトル                 | 脚本       | 演出     |
| ---- | ------------- | ---------------------------- | ---------- | -------- |
| 1    | 1992年1月12日 | 家族にさようなら             | 千原雪絵   | 猪原達三 |
| 2    | 1992年1月19日 | 私がオジさんと暮らす理由     | 千原雪絵   | 猪原達三 |
| 3    | 1992年1月26日 | しあわせ家族はどこにある？   | 倉沢左知代 | 猪原達三 |
| 4    | 1992年2月2日  | 守ってあげたい・あなたのこと | 倉沢左知代 | 国本雅広 |
| 5    | 1992年2月9日  | 父と娘の不倫対決             | 倉沢左知代 | 猪原達三 |
| 6    | 1992年2月16日 | 家族解散！それぞれの旅立ち   | 倉沢左知代 | 猪原達三 |